# Biologie

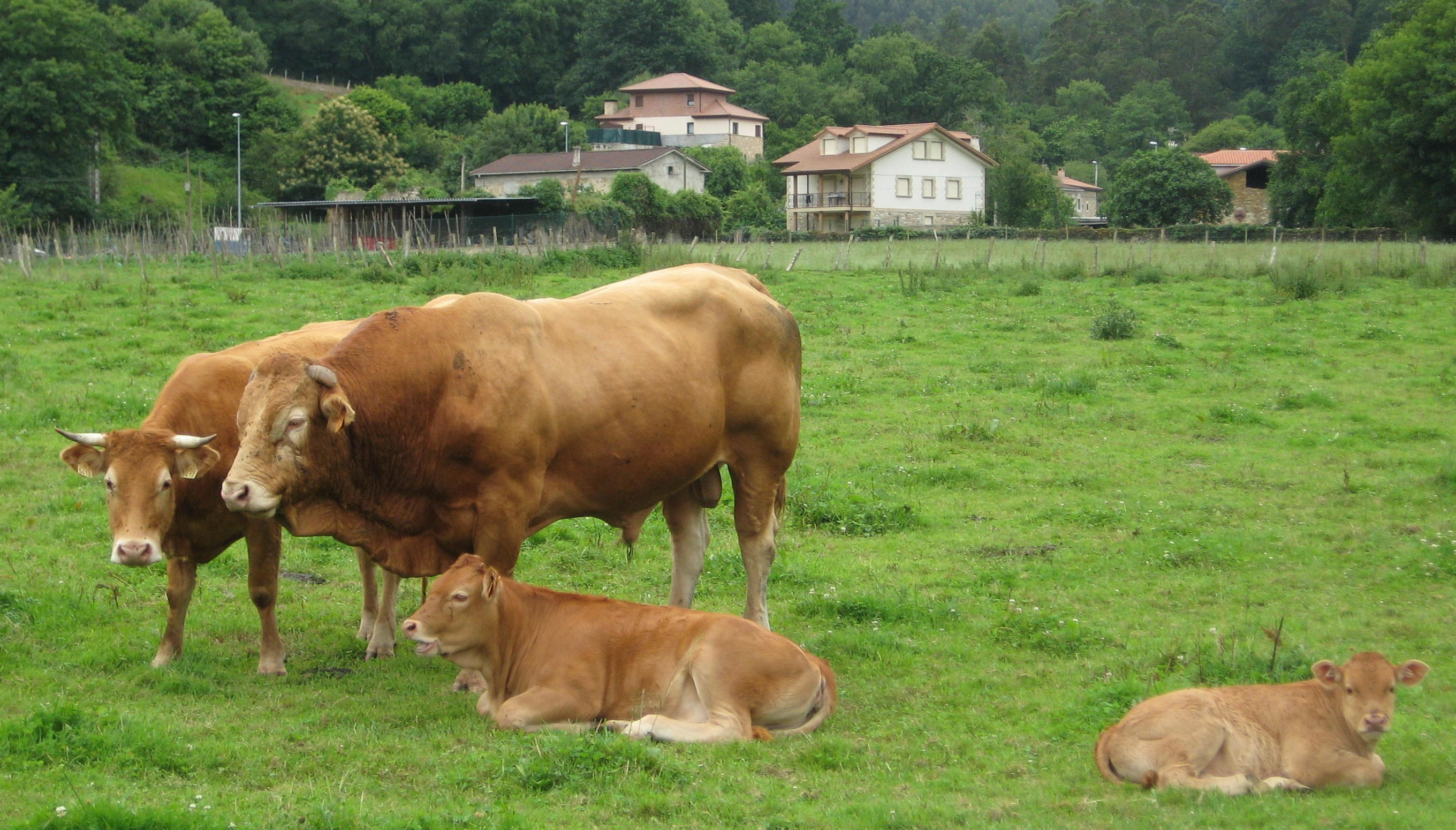
Animalia - Oeros (Bos primigenius taurus)

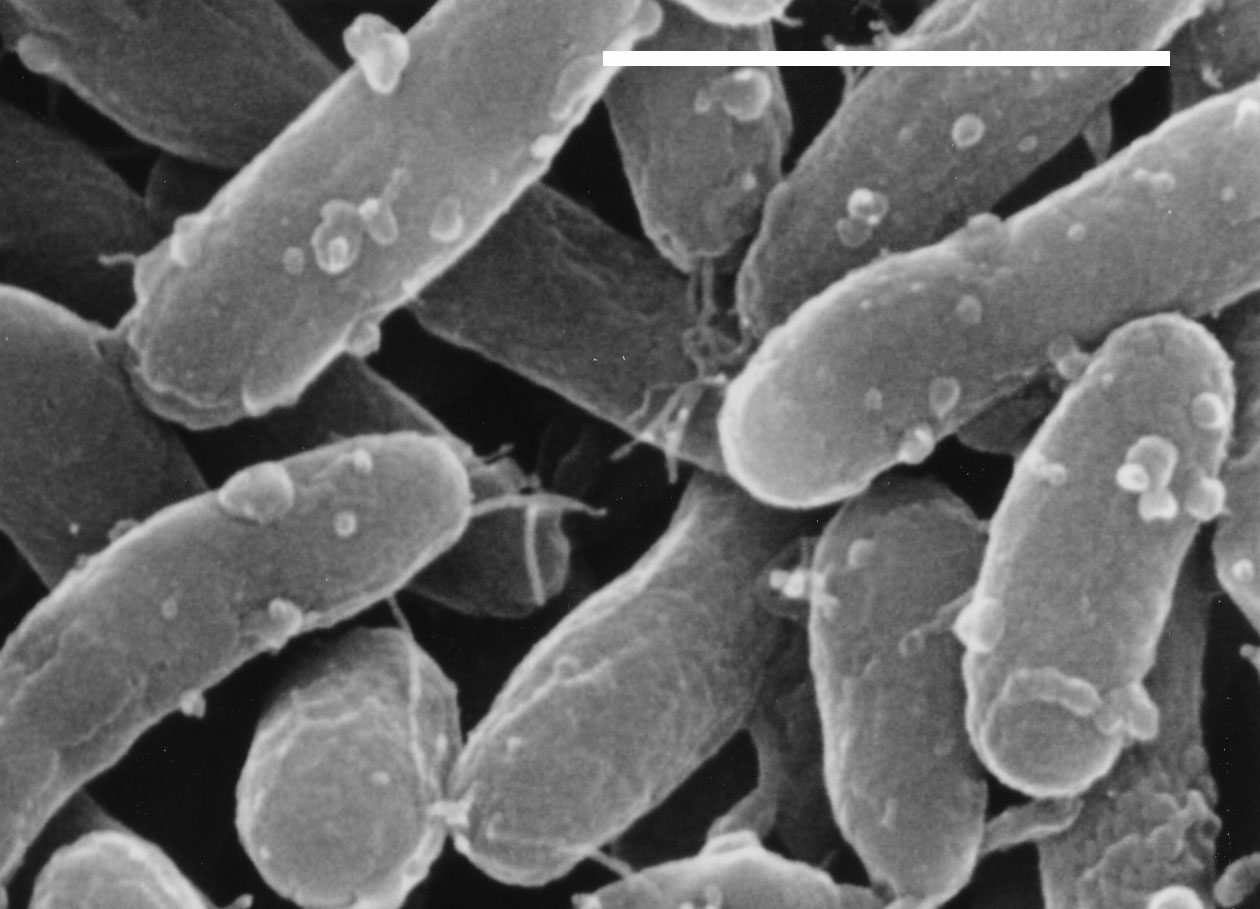
Bacteria - Gemmatimonas aurantiaca (< 1 µm)

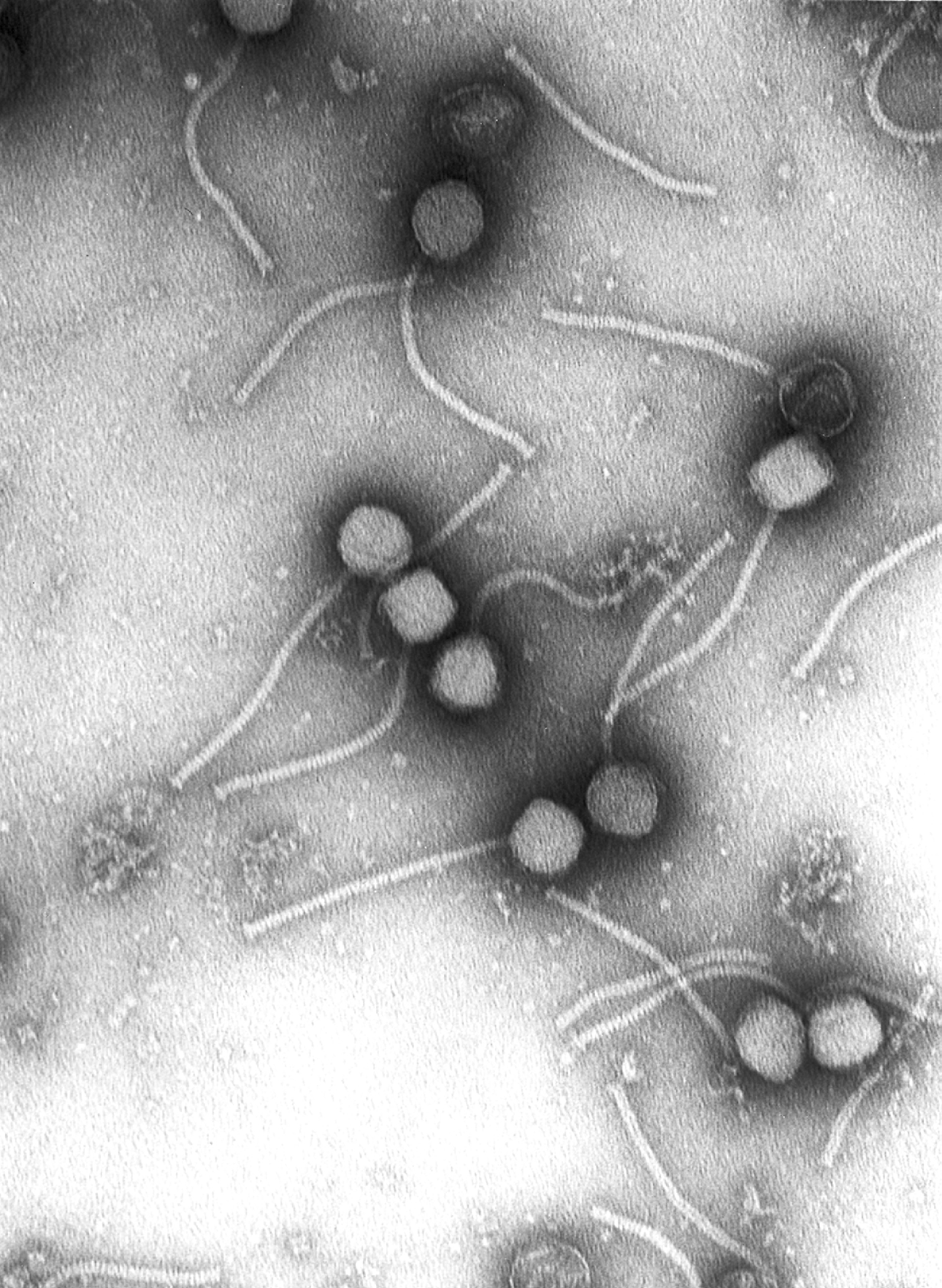
Virus - Gammafaag

Biologie is de natuurwetenschap die zich richt op organismen, levensprocessen en levensverschijnselen. De biologie omvat een breed scala aan vakgebieden waarin men onderzoek doet naar fysieke structuur, chemische processen, moleculaire interacties, fysiologische mechanismen, ecologische samenhang, ontwikkeling en evolutie. Biologie erkent de cel als de fysieke basiseenheid van het leven, genen als de basiseenheid van erfelijke informatie en evolutie als het mechanisme achter het ontstaan en het uitsterven van soorten. Organismen zijn open systemen die in staat zijn te overleven door bruikbare omzettingen van energie en door handhaving van hun vitale toestand.
Moderne biologie is een exacte natuurwetenschap, waardoor experimentele, kwantitatieve benaderingen en causale verklaringen centraal staan. Per vakgebied worden echter verschillende onderzoeksmethoden gehanteerd: wiskundige of theoretische biologie omvat de filosofie van de biologie en gebruikt wiskundige methoden om kwantitatieve modellen te formuleren. Experimentele biologie en meer beschrijvende onderzoeksgebieden verrichten empirisch onderzoek, waarmee ordening in de natuur wordt aangebracht en de geldigheid van voorgestelde theorieën wordt getest. Veel principes uit de biologie zijn gebaseerd op de toepassing van scheikundige en natuurkundige wetten op levende systemen.

## Naamgeving
De term biologie is afgeleid van de twee Oudgriekse woorden βίος (bíos) en λόγος (lógos). Bíos betekent "het leven" of "de bewoonde wereld". Lógos is de "rede", de "ratio" of "wetenschap". Het woord "biologie" zou voor het eerst gebruikt zijn door de Duitser Karl Friedrich Burdach, fysioloog en anatoom in 1800, de Duitser Gottfried Treviranus, arts en wetenschapper in 1802 en, eveneens in 1802, de Fransman Jean-Baptiste de Lamarck in zijn werk Hydrogéologie. Lamarck is van de drie het bekendst gebleven, aangezien hij beschouwd wordt als de eerste evolutiebioloog en naar hem het lamarckisme is genoemd.

## Omgrenzing biologie
Biologie is een natuurwetenschap die zich bezighoudt met de studie van het leven en organismen, met inbegrip van hun (moleculaire) structuur, mechanisme, functie, groei, oorsprong, evolutie, ecologie, verspreidingsgebied en biosystematiek (inclusief taxonomie).
Biologie omvat veel onderverdelingen, onderwerpen en disciplines. Er zijn vijf fundamentele axioma's in de moderne biologie, die de basale kenmerken van levende systemen behelzen:
1. Cellen zijn de fysieke, zelfstandig levende bouwstenen van organismen.
Volgens de celtheorie bestaan alle levende systemen uit een of meer cellen, en alle cellen komen voort uit reeds bestaande cellen door celdeling. Meercellige organismen zijn opgebouwd uit cellen die uiteindelijk afkomstig zijn van een bevruchte eicel. Een cel is middels een membraan van de buitenwereld afgesloten en is zelfstandig of als onderdeel van een meercellig systeem metabool actief.

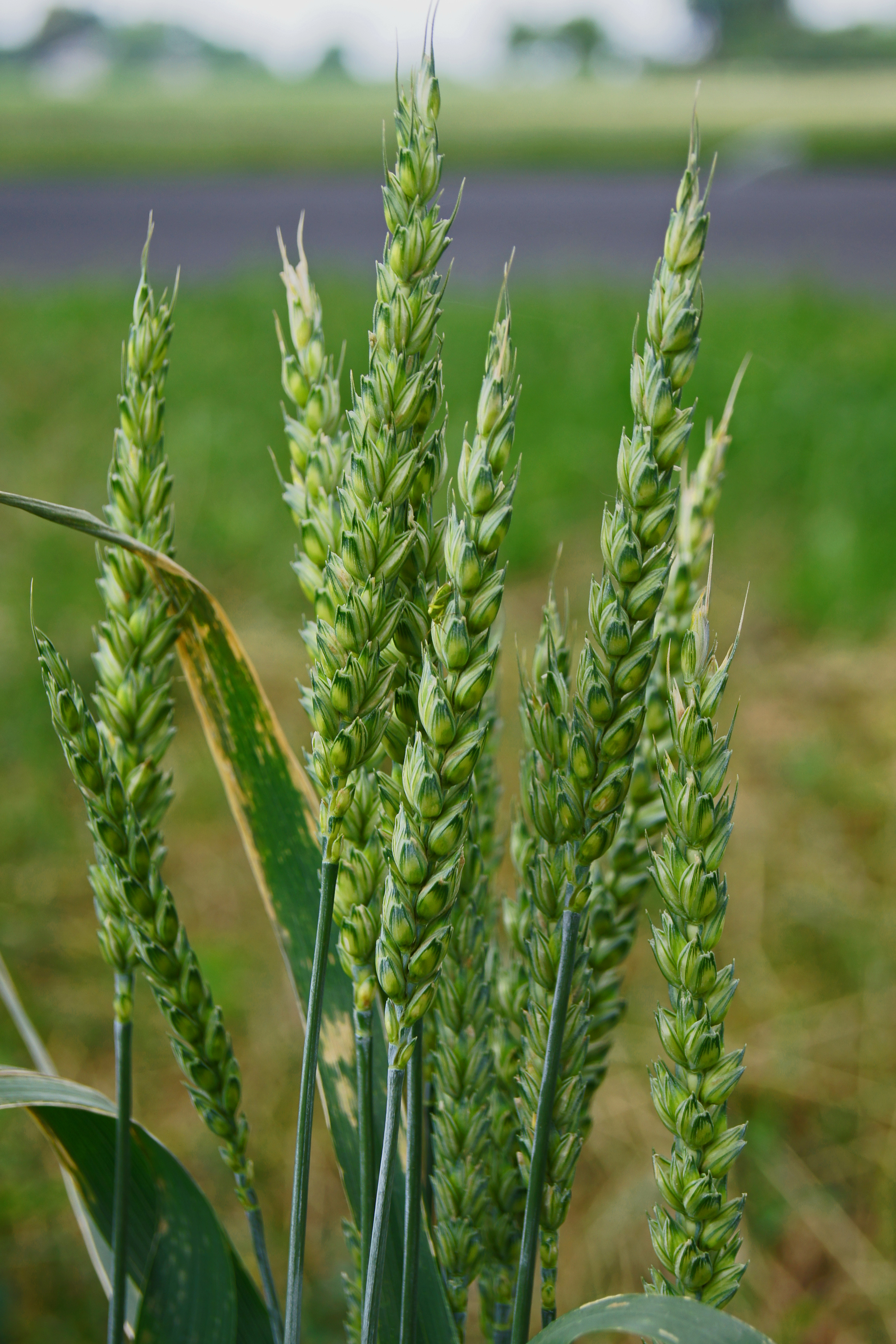
Plantae - Tarwe (Triticum)

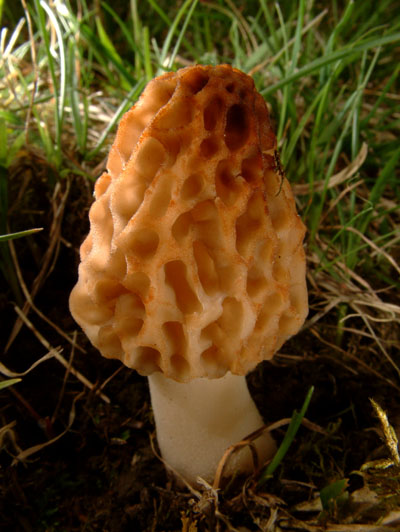
Fungi - Gewone morielje (Morchella esculenta)

2. Genen zijn de fundamentele eenheid van erfelijkheid. 
Een gen correspondeert met een stukje DNA dat de vorm of functie van een organisme beïnvloedt. Alle organismen, van bacteriën tot dieren, delen hetzelfde basismechanisme waarin een code in het DNA wordt vertaald naar eiwitten. Voortplanting is het proces waarbij een organisme zorgt voor nakomelingen met geheel of gedeeltelijk overeenkomstige eigenschappen en voor het voortbestaan van de soort. Voor geslachtelijke voortplanting zijn vaak twee individuen nodig. De nakomelingen hebben kenmerken van beide ouders in nieuwe combinaties.
3. Soorten en erfelijke eigenschappen zijn het product van de evolutie.
De evolutietheorie, een centrale theorie in de biologie, stelt dat het leven over de generaties verandert en zich ontwikkelt door evolutie. Aanpassingen in structuren of gedrag stellen organismen in staat beter te overleven en voor nageslacht te zorgen. Dit principe van aanpassing aan het milieu is fundamenteel voor de evolutie van populaties. Volgens de evolutietheorie stammen alle organismen op aarde, zowel levend als uitgestorven, af van een gemeenschappelijke voorouder of een voorouderlijke genenpoel. Deze universele gemeenschappelijke voorouder van alle organismen wordt verondersteld ongeveer 3,5 miljard jaar geleden te zijn verschenen.[4]
4. Een organisme heeft het vermogen om zijn inwendig milieu constant te houden.
Homeostase is het vermogen van een open systeem het interne milieu te reguleren om stabiliteit te handhaven door middel van dynamische evenwichtsaanpassingen. Homeostase vindt plaats door onderling samenhangende regelkringen. Het zorgt voor fysiochemische omstandigheden waarin stofwisselingsprocessen goed kunnen verlopen. Alle organismen, zowel eencelligen als meercelligen, vertonen homeostatisch evenwicht.
5. Organismen transformeren energie en dragen energie over.
Het overleven van een organisme hangt af van de voortdurende uitwisseling van energie. Stofwisseling is het geheel van biochemische processen die plaatsvinden in cellen ten behoeve van de activiteit, groei, voortplanting en instandhouding. Energie wordt daarbij van de ene vorm in de andere vorm getransformeerd. Energierijke biomoleculen uit voedsel kunnen worden omgezet in chemische energie (katabolisme) en kunnen worden omgezet in nieuwe moleculaire structuren die het organisme nodig heeft (anabolisme).

Verdere belangrijke eigenschappen van het leven zijn:
- Organisatie: leven vertoont organisatie en structuur. Er is een verband tussen vorm (anatomie, morfologie) en functie (fysiologie, gedrag).
- Groei: het proces van toename van grootte en complexiteit.
- Prikkelbaarheid: het kunnen reageren op stimuli, op veranderingen in het uitwendige of inwendige milieu van het organisme.

Hoewel volgens deze omschrijvingen de virussen niet tot het leven gerekend worden, wordt de virologie toch als onderdeel van de biologie beschouwd omdat virussen in hun erfelijke materiaal overeenkomsten vertonen met dat van levende organismen en omdat zij evolutie vertonen.

## Geschiedenis van de biologie
De wetenschap van de biologie begint met de geneeskunde en de natuurlijke historie, zoals die werden ontwikkeld in het oude Griekenland en het oude Rome, met Aristoteles en de arts Claudius Galenus als belangrijke namen.
De biologie werd in de middeleeuwen verder ontwikkeld door moslimgeneeskundigen en geleerden als al-Jahiz, Avicenna, Avenzoar en Ibn al-Nafis.
In de periode van de Europese renaissance tot de vroegmoderne tijd raakte men beïnvloed door het empirisme, dat stelt dat kennis uit de ervaring voortkomt. Natuuronderzoekers gingen zich toeleggen op waarnemingen in het veld, experimenten op en ontleding van organismen, met geleerden en geneeskundigen als Andreas Vesalius, William Harvey, Carl Linnaeus en Georges-Louis Leclerc de Buffon, waardoor de biologische kennis snel toenam.
In de vroege 17e eeuw werden de resultaten van de voortschrijdende technische kennis in de microscopie zichtbaar, met onderzoekers als Robert Hooke, Antoni van Leeuwenhoek en Jan Swammerdam.
In de 18e en 19e eeuw specialiseerde het biologisch onderzoek zich in vakgebieden als de botanie en de zoölogie. Bekende wetenschappers uit deze periode zijn Antoine Lavoisier, Alexander von Humboldt, Charles Darwin, Gregor Mendel. Zij legden mede de basis voor biogeografie, evolutiebiologie, ecologie, genetica, celbiologie, bacteriologie, morfologie, anatomie, embryologie en ethologie.

## Grondslagen
In de 19e eeuw zijn de grondslagen van de biologie geformuleerd:
- De celtheorie volgens welke alle levende wezens gemeenschappelijk hebben dat ze uit één of meer cellen bestaan en dat nieuw leven uitsluitend kan ontstaan uit bestaand leven: omnis cellula ex cellula. In die tijd waren virussen nog niet bekend. Virussen worden in het algemeen niet beschouwd als levend, maar de studie van virussen valt wel onder biologie.
- De evolutietheorie – volgens welke alle (op aarde) levende organismen ontstaan zijn uit dezelfde oorsprong. De erfelijkheidsleer voegde een mechanisme toe waarmee erfelijke eigenschappen van generatie op generatie kunnen worden overgedragen.
- De materialistische verklaring van leven. Voor die tijd werd leven als iets gezien dat niet materialistisch verklaard kon worden (vitalisme). Door ontwikkelingen in de biochemie en microbiologie werd een aannemelijke verklaring van leven mogelijk zonder de vooronderstelling van een geheimzinnige levenskracht, de vis vitalis.

Tot ver in de 19e eeuw was biologie voornamelijk bekend als natuurlijke historie, botanie en zoölogie, alle overwegend beschrijvende wetenschappen, die zich vooral bezighielden met de (bio)systematiek, inclusief de vorm (morfologie, anatomie) en de classificatie en evolutie van taxa (taxonomie). Daarna kwam er steeds meer aandacht voor het functioneren van organismen, de fysiologie, en voor experimentele methoden.
In de vroege 20e eeuw is de herontdekking van het werk van Gregor Mendel, later volgt het baanbrekende werk aan de structuur van het DNA door Rosalind Franklin, Francis Crick en James Watson. Het werd duidelijk dat DNA-moleculen de belangrijkste drager van erfelijke informatie zijn in alle bekende organismen en dat de genetische code voor alle organismen vrijwel identiek is.
Biologie is in de twintigste eeuw een zelfstandige wetenschap geworden, met eigen instituten en opleidingen. De grenzen met aanpalende vakgebieden vervagen echter in de loop van de tijd. Veel onderzoeks- en onderwijsprogramma's omvatten biochemie, biofysica, biomathematica, bio-informatica, biomedische wetenschappen en milieuwetenschappen. Er zijn dus grensgebieden met andere vakken zoals scheikunde, natuurkunde of fysica, geologie, geografie, medicijnen, wiskunde, informatica, sociologie en psychologie.
| Enkele biologen |
| --- |
| - Charles Darwin (evolutietheorie) - Alexander von Humboldt (natuurvorser en ontdekkingsreiziger) - Jean-Baptiste de Lamarck (evolutie) - Carl Linnaeus (systematiek en taxonomie) - Gregor Mendel (erfelijkheid) - Niko Tinbergen en Konrad Lorenz (ethologie) - Francis Crick (DNA) - Theodosius Dobzhansky in 1943 |

## Deelgebieden
De biologie kan op verschillende manieren in deelgebieden worden onderverdeeld.

### Indeling naar organisatieniveau
Een veelgebruikte onderverdeling is op organisatieniveau, waarbij sommige specialisaties zich op meerdere niveaus kunnen richten:
- op moleculair niveau (submicroscopisch): biochemie, bio-informatica, moleculaire biologie en moleculaire genetica
- op celniveau (microscopisch): celbiologie (celleer, cytologie)
- op het niveau van weefsels: histologie, neurobiologie
- op het niveau van organen, orgaanstelsels en individuen (macroscopisch): fysiologie, endocrinologie, morfologie, anatomie, biofysica, embryologie
- op het niveau van soorten: systematiek, taxonomie, evolutiebiologie, morfologie, autecologie, biogeografie
- op het niveau van populaties: populatiebiologie, gedragsbiologie, populatie-ecologie, populatiegenetica, evolutiebiologie
- op het niveau van ecosystemen, levensgemeenschappen en landschappen: landschapsecologie, synecologie, synsystematiek, syntaxonomie, vegetatiekunde, milieubiologie

### Bijzondere biologie
Bijzondere biologie is een wat oudere term voor de biologische vakgebieden die betrekking hebben op de systematiek van de soorten van bepaalde taxonomische groepen.
- Microbiologie is de wetenschap van de micro-organismen, zoals bacteriën, eencellige schimmels (gisten), en soms ook virussen.
  - Bacteriologie is de wetenschap van de bacteriën. Daarbij ligt het accent vooral op de studie van de biochemie en de ecologie.
  - Virologie is de wetenschap van de virussen, viroïden en prionen.
- Plantkunde of botanie is de wetenschap van de planten. Traditioneel was dit zeer wijd omgrensd.
  - Bryologie is de wetenschap van de mossen, levermossen en hauwmossen.
  - Pteridologie is de wetenschap van de varens.
  - Dendrologie is de wetenschap van de houtige planten.
- Fycologie of algologie is de wetenschap van de algen (traditioneel groenwieren, roodwieren, bruinwieren, blauwwieren en andere kleinere groepen). Studie van de blauwwieren wordt tegenwoordig niet meer hiertoe gerekend, maar tot de bacteriologie.
- Mycologie is de wetenschap van de schimmels. Het wordt tegenwoordig niet meer tot de plantkunde gerekend.
  - Lichenologie is de wetenschap van de korstmossen. Het wordt tegenwoordig tot de mycologie gerekend.
- Zoölogie is de wetenschap van de dieren.
  - Entomologie is de wetenschap van de insecten.
  - Herpetologie is de wetenschap van de amfibieën en reptielen.
  - Ichtyologie is de wetenschap van de vissen.
  - Malacologie is de wetenschap van de weekdieren (met schelpen).
  - Ornithologie is de wetenschap van de vogels.
  - Mammalogie is de wetenschap van de zoogdieren.
- Menselijke biologie omvat specialisaties die zich bezighouden met de mens:
  - Biotechnologie is de technologische toepassing van biologische kennis.
  - Milieubiologie is de tak die zich bezighoudt met de invloed van de mens op het milieu, inclusief ecologische systemen.
  - Milieuwetenschappen (milieukunde of milieustudie) is een vakgebied waarbinnen de aarde, de effecten van de mens op de omgeving en milieuproblemen bestudeerd worden.
  - Medische biologie is een combinatie van biologie en geneeskunde.

### Bouw en ontwikkeling
Een indeling naar de studie van bouw en ontwikkeling:
- cellen, weefsels en organen: anatomie, histologie, zoötomie, plantenmorfologie en -anatomie
- organen en organismen: morfologie, fytografie
- groei en ontwikkeling: embryologie, morfogenese, ontwikkelingsbiologie, ontwikkelingsfysiologie

### Indeling naar processen
Een indeling op natuurlijke processen:
- overerving: genetica
- levensverrichtingen van organismen: fysiologie, endocrinologie, ethologie, plantenfysiologie
- evolutionair historisch: paleontologie
- ziekte en gezondheid: immunologie, epidemiologie, fytopathologie (plantenziektenkunde), toxicologie, milieukunde

### Indeling naar ecologie
Een ecologische indeling:
- hydrobiologie, limnologie en mariene biologie zijn de vakgebieden van organismen in het water.
- geobotanie of terrestrische plantkunde zijn de onderdelen van de plantkunde die zich bezig houden met de studie van de terrestrische planten in de vrije natuur, dus als onderdeel van de biosfeer. Geobotanie omvat onder andere plantengeografie en floristiek, paleobotanie, vegetatiekunde en syntaxonomie en plantenoecologie.

### Indeling naar benadering en methodiek
Een indeling naar hulpwetenschap en wetenschappelijke methode:
- aardrijkskunde: biogeografie (inclusief floristiek)
- informatica: bio-informatica
- natuurkunde: biofysica
- scheikunde: biochemie, moleculaire biologie
- wiskunde: wiskundige biologie, biomathematica

### Indeling naar toepassingsgebied
Een indeling naar toepassingsgebied:
- biotechnologie houdt zich bezig met de technieken om biologie te gebruiken voor praktische doeleinden.
- medische biologie, biomedische wetenschappen
- Aerobiologie is de wetenschap van het passieve transport van zich in de lucht begevende micro-organismen.
- Parasitologie is de wetenschap van parasieten: organismen met een parasitaire levenswijze.

### Integratie
Integratie van grote deelgebieden
- systeembiologie
- systematiek (biosystematiek)
- theoretische biologie

### Omstreden
- astrobiologie, de studie van (hypothetisch) buitenaards leven.

### Geen biologie
- cryptozoölogie, de studie van nog niet beschreven diersoorten waarvan het bestaan niet is aangetoond.
- intelligent design, een vorm van creationisme die het werk van een 'intelligente schepper' veronderstelt, omdat er op cel- en moleculair niveau zoveel ingewikkelde en perfect op elkaar afgestemde mechanismen zijn, dat die niet door evolutie ontstaan zouden kunnen zijn. Aangezien onderzoek naar deze intelligente schepper onmogelijk is, wordt intelligent design niet gezien als wetenschappelijke theorie. Daarnaast wordt het ontbreken van detailkennis over het mechanisme van de evolutie verward met die over het feitelijk bestaan van het verschijnsel evolutie.